# Championnat de France Superdivision de tennis de table 1996-1997
Navigation
Superdivision 1995-1996 Superdivision 1997-1998
Le Championnat de Superdivision de tennis de table 1996-1997 est la 7e édition du championnat de Superdivision, plus haut niveau des championnats de France de tennis de table par équipes. Il oppose les huit meilleures équipes de France dans le championnat masculin et les huit meilleures équipes féminines.
Levallois remporte le championnat pour la 10e année consécutive et Montpellier pour la 5e fois de son histoire
| \| Levallois SC TT Angers SAG Cestas TT Pontoise Caen TTC Hommes Montpellier Hommes US Kremlin Bicêtre Saint-Berthevin Mondeville Caen TTC Femmes ASPTT Lille Métropole Lys Lez Lannoy CP Évreux Montpellier Femmes \| Localisation des clubs engagés dans le championnat. |
| Levallois SC TT Angers SAG Cestas TT Pontoise Caen TTC Hommes Montpellier Hommes US Kremlin Bicêtre Saint-Berthevin Mondeville Caen TTC Femmes ASPTT Lille Métropole Lys Lez Lannoy CP Évreux Montpellier Femmes                                                           |

## Championnat Masculin

### Classement final
1er : Levallois UTT, 2e : SAG Cestas TT, 3e :Montpellier TT, 4e : Élan Nevers Nièvre TT, 5e : EP Isséenne, 6e : ASPC Nîmes, 
Relégués : SPO Rouen

### Qualification pour les Coupes d'Europe
- Qualifié pour la Coupe d'Europe des Clubs Champions 1997/98 : Levallois
- Qualifiés pour la Coupe d'Europe Nancy-Evans : Cestas, Montpellier, Nevers et Issy

## Championnat féminin
- US Kremlin-Bicêtre
- Montpellier TT
- SMEC Metz
- CAM Bordeaux
- AL Eysines
- La Roche ESO
- GV Hennebont

## Sources
- Championnat Féminin : Journal Le Télégramme de Lorient - Avril 1997
- Championnat Masculin : http://www.sagctt.fr/archives/ag1997.pdf